# Lia Harkes
Lia Harkes (Dirksland, 16 februari 1948) is een beeldend kunstenaar en filmmaker die woont en werkt in Den Haag.

## Biografie
Na de middelbare school in Leiden studeerde zij psychologie aan de Rijksuniversiteit te Leiden. Zij onderbrak haar studie na haar kandidaatsexamen, om een opleiding te volgen aan de Vrije Academie Psychopolis te Den Haag. Na haar opleiding werkt zij als beeldende kunstenaar. Aanvankelijk in de disciplines schilderen, grafisch en film. In de latere jaren groeide zij uit tot multimedia kunstenaar. Zij volgde aanvullende opleidingen in film maken, editing en motion graphics. Vanaf 1996 kreeg zij regelmatig  opdrachten voor grootschalige projecten in de openbare ruimte, die zij met de kunstenaar Peter ten Wolde, als kunstenaarsduo onder de naam Harkes/Ten Wolde, uitvoerde. Het Hofvijversprookje (voor het 750-jarige bestaan van Den Haag in 1998), De Jas van Rotterdam (voor R2001 Rotterdam Culturele Hoofdstad van Europa) en 3 uitvoeringen van Illuminada Scheveningen (op resp. de Boulevard in 2005, bij de Woeste Hoogte in 2006 en in de tweede Binnenhaven in 2007) zijn voorbeelden daarvan.
Haar autonome werk is op het snijvlak van schilderkunst en digitale media. In haar korte video’s zit ze dicht op de huid van haar karakters, waarbij emoties en fysiek invoelbaar worden. In de met grove halen geschilderde animaties bewegen de personen zich in imaginaire landschappen. De verf tussen abstractie en figuratie. Schilderijen en art-video’s zijn in het bezit van particulieren en verzamelaars.
Zij exposeert regelmatig en is kunstenaarslid van Pulchri Studio, Den Haag en Arti et Amicitiae, Amsterdam.  
Haar vader is Jan de Groot, kunstschilder. Hendrik Heemskerk, bekend gouddecoratieschilder te Haarlem, is haar grootvader.

## Trivia
Met Marion Röst richtte zij als kunstenaarsduo het internetplatform Queens Boulevard op voor het in de markt brengen van toegepaste kunst bij particulieren, zoals wanddecoraties, posters en briefkaarten.
Naast haar werk als beeldend kunstenaar startte zij een eigen balletstudio te Noordwijk. Als organisatiepsycholoog heeft zij samen met Miriam Zwartelé een adviesbureau opgezet (Harkes/Zwartelé managementadvies). Zij ontwikkelden een Innovativiteitstest voor managers. Ook werkte ze in deeltijd voor de Sociale Verzekeringsraad en het Ministerie van Sociale Zaken en Werkgelegenheid als beleidsadviseur.

## Opleiding
Vrije Academie, Den Haag: Fine Art, film, projecten/installaties 
Open Studio, Amsterdam: regie/camera/montage
College of Multimedia Amsterdam: editing/motion graphics
Rijks Universiteit Leiden (RUL): doctoraal psychologie (1985)

## Publicaties
2011    ‘Immersive Installations’: Harkes/ten Wolde, Stichting HBKK
(ISBN 978-90-70003-28-9, juni 2011)
1996 “De innovativiteitstest voor managers”, in Handboek Arbeids- en Organisatiepsychologie; C.A.Harkes en M.C.Zwartelé nov 1996
- International Standard Name Identifier: 0000 0003 6893 7767
- Nederlandse Thesaurus van Auteursnamen: 334582865
- RKD-Nederlands Instituut voor Kunstgeschiedenis: 36045
- Virtual International Authority File: 288329608